# Convento dei Cappuccini (Montevarchi)
Il convento dei Cappuccini di Montevarchi con l'annessa chiesa di San Lorenzo si trovano appena sopra la località Pestello sul colle chiamato appunto "dei Cappuccini". In origine designato col titolo di "Convento di San Lorenzo in Montevarchi" venne poi semplicemente rinominato "Convento dei RR. PP. Cappuccini" pur mantenendo San Lorenzo come titolare della chiesa.

## Storia

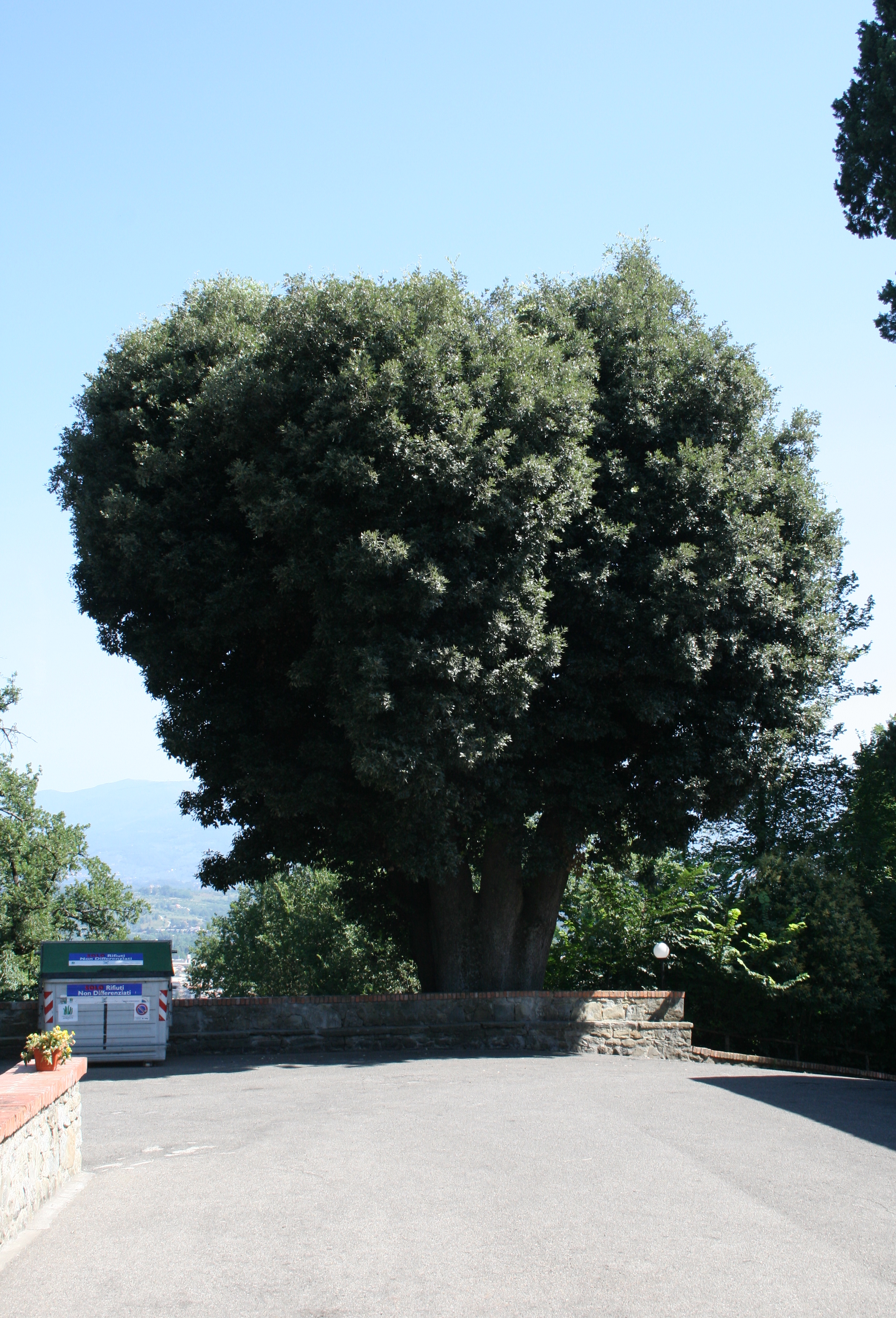
Il leccio secolare nel piazzale del convento. Fu piantato ai tempi della fondazione del castello di Montevarchi

### Fondazione
Nel XIII secolo, con l'abbandono da parte degli abitanti dell'antico Castellare situato sul colle dove ora sorge il convento, con il passaggio dell'intero territorio montevarchino sotto il dominio di Firenze e con il trasferimento della Chiesa di San Lorenzo, la chiesa del castello, nella nuova comunità urbana che si era agglomerata nel fondovalle, nel sito dove un tempo sorgeva il fortilizio dei Conti Guidi non rimasero altro che rovine.
Tuttavia sia i ruderi del castello che quelli della chiesa, esclusa la piccola chiesa di Cennanuzzo, rimasero sotto la giurisdizione della parrocchia di San Lorenzo in Montevarchi che, oltre tre secoli dopo, nel 1538, decise di concedere il sito, di sua proprietà, ai padri Cappuccini per edificarvi un loro convento. Infatti « i Padri Cappuccini in ricognizione che ha il nostro Capitolo sulla Chiesa, Convento e gran parte del bosco di loro clausura devono ogni anno al di là della festa di San Lorenzo mandare due Sacerdoti a celebrare la Messa senza ricevere elemosina nella suddetta Chiesa Colegiata siccome il Capitolo e il Clero per mantenere i suoi diritti usa portarsi processionalmente il secondo giorno delle Rogazioni alla Chiesa dei medesimi Religiosi, cantando quivi una Messa e benedicendo le campagne, nella quale occasione costumansi i Religiosi di presentare in Coro al Proposto e ai Canonici un mazzetto di fiori freschi per una specie di onorevole omaggio».
Sfruttando gran parte del materiale edile presente in loco e riutilizzando le fondamenta del nucleo centrale del castello e della vecchia chiesa, il convento venne terminato attorno al 1540 ed ospitò subito nove religiosi di cui cinque sacerdoti e quattro zoccolanti o fratelli laici. 

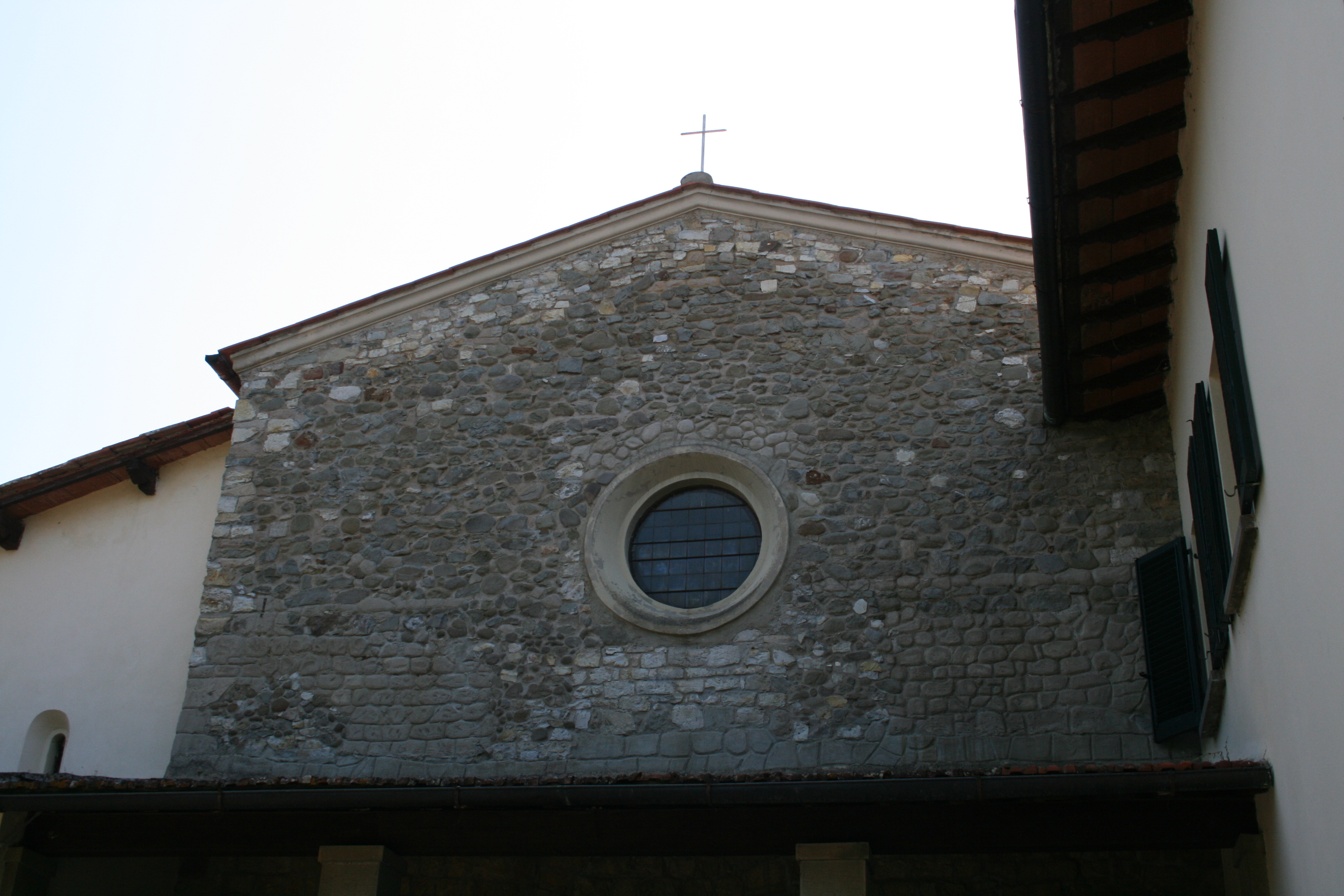
La facciata della chiesa del convento

«Il Convento dei PP. Cappuccini [è] rilevato sopra quelle antiche rovine e nominatamente nel luogo della Prioria e della Canonica delle cui mura sussiste tuttavia un grand'avanzo nelle pareti della Chiesa riconosciute ultimamente nella sua restaurazione del 1776, esser quasi tutte le stesse dell'antica Chiesa, oltre ad alcune stanze terrene destinate adesso per uso di officine e cantine del Convento. [...] Le muraglie poi sono parimente di una grossezza e consistenza non ordinaria all'uso dell'antiche fabbriche e tutte di pietre conce assai forti».
L'insediamento dei religiosi a Montevarchi fu subito un successo tanto che nel 1555 il podestà di Figline Valdarno, su richiesta degli stessi fedeli, offrì ai cappuccini montevarchini il patronato sulla Pieve di San Romolo a Gaville che tennero fino al 1884, e nel 1568, a spese della comunità di Montevarchi, il convento venne di nuovo riedificato e ampliato.

### La chiesa di San Lorenzo

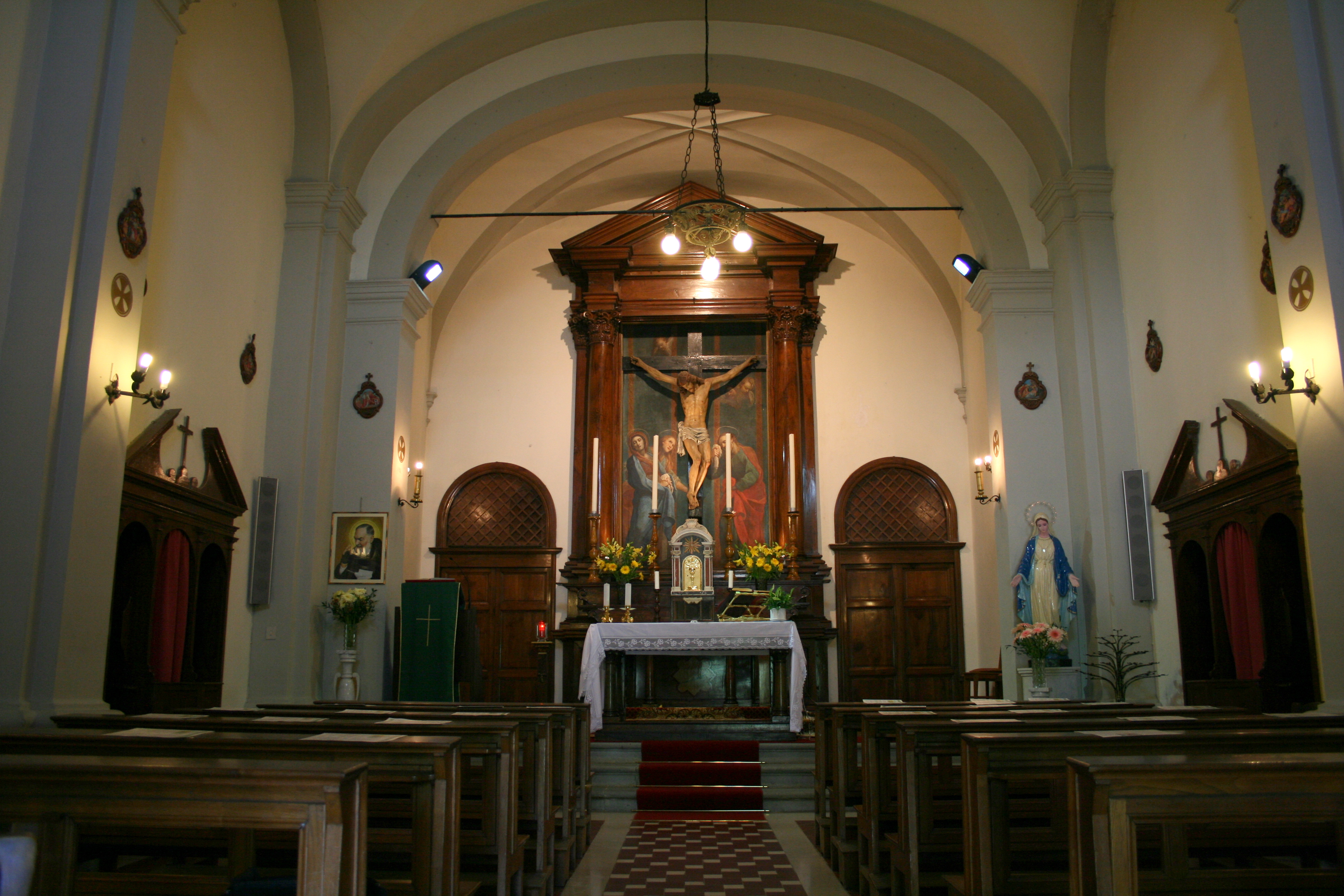
Interno della chiesa

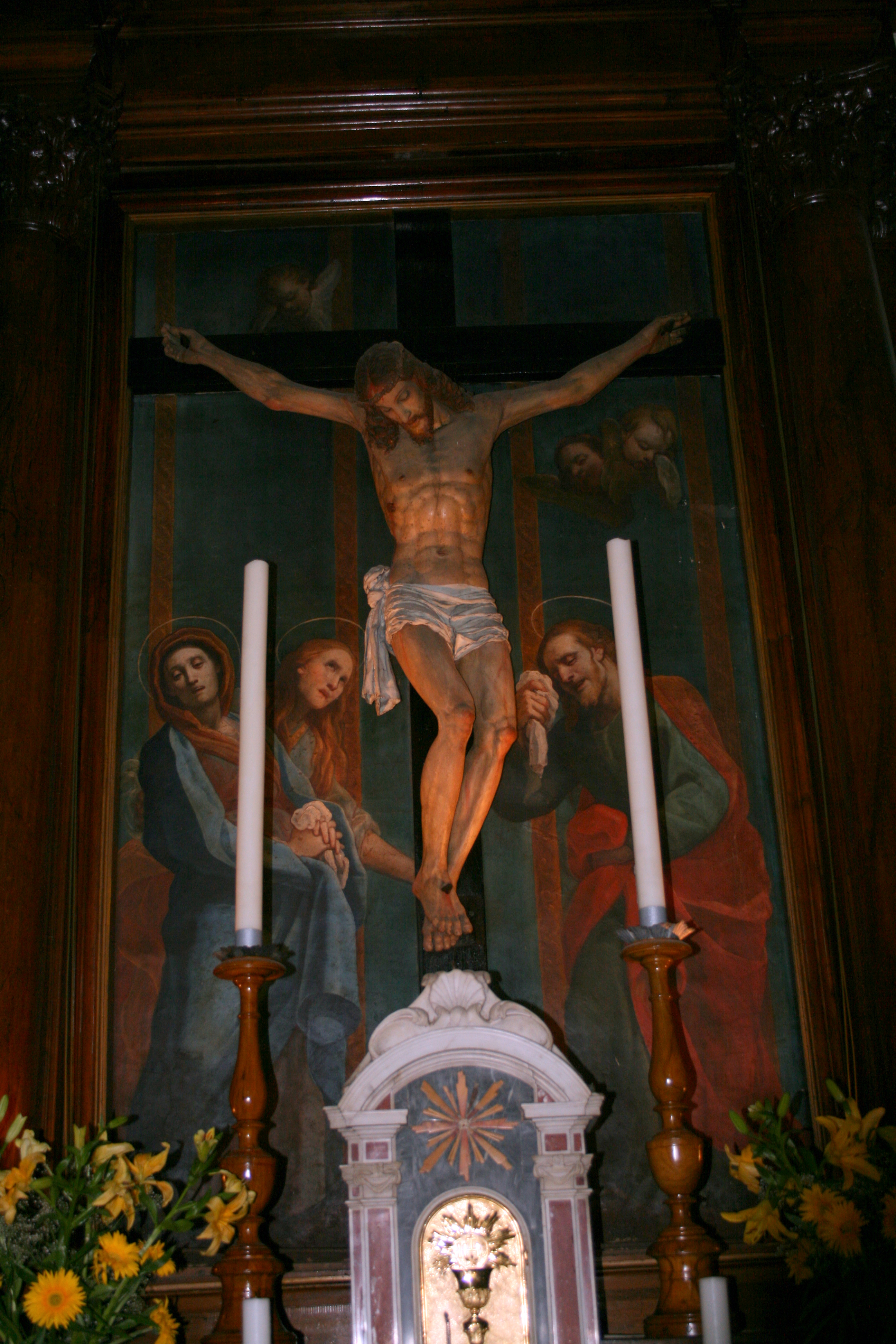
L'altare maggiore

Nelle memorie del convento si legge «che nei diversi scavi occorsi necessariamente per i restauri ed aggiunte di fabbrica, non fu rinvenuto oggetto alcuno di valore, ma si è constatato che i muri laterali della Chiesa sono attualmente senza fondamenta, segno evidente che furono operati degli scavi e più volte furono abbassati l'impiantiti interni ed esterni della Chiesa. L'antica tradizione e ciò che ricavasi da diversi manoscritti e stampati attestanti essere stata questa nostra Chiesa riedificata sulle rovine dell'antica, già Prioria del Castello di Montevarchi, viene constatata dal fatto che le pareti della Chiesa, sino a qualche metro di altezza irregolarmente sono costruite a bozze di pietra concia. Pare inoltre che l'antica chiesa Prioria di San Lorenzo sita nel luogo dell'attuale avesse avuto dietro l'abside dell'Altar Maggiore il coro semicircolare: e ciò ricavasi dall'invenzione di varie bozze concave e convesse esistenti ora in diversi muri dell'orto e del convento».
Il piazzale antistante l'ingresso era adibito fin dai tempi del castello a cimitero e come tale fu utilizzato anche dai cappuccini fino al XIX secolo, dove tra gli altri venne sepolta l'eroina cittadina Alessandra Mari.
L'interno della chiesa, molto semplice secondo la tradizione monastica e francescana, possedeva al principio il solo altare maggiore adornato soltanto da un grandioso crocifisso ligneo quattrocentesco proveniente dal Convento dei Cappuccini di San Giusto a Pisa. Solo nel 1595 la famiglia Soldani-Benzi, che nel contiguo colle di Cennano possedeva delle proprietà, fece costruire una cappella laterale dedicata a San Felice da Cantalice che poi impreziosì con un quadro di Jacopo Vignali raffigurante San Felice da Cantalice in atto di adorare la Vergine oggi conservato nel convento dei Cappuccini di Firenze assieme a un'altra pala d'altare proveniente dalla chiesa dipinta da fra Felice da Sambuca, che fu attivo in Toscana verso il 1777; questa cappellina, dedicata ora a Maria SS. Addolorata, ospitava anche, al di sotto dell'impiantito, le sepolture dei frati.
L'altar maggiore, dalla tipologia composita e con una massiccia cornice in legno scolpito di gusto classicheggiante, secondo l'uso cappuccino, risale al 1712, mentre il dipinto raffigurante la Vergine addolorata, la Maddalena e San Giovanni Evangelista che fa da sfondo al crocifisso sembra riferibile sempre alla mano di fra Felice da Sambuca.

### La congrega dell'Addolorata e la serie di soppressioni

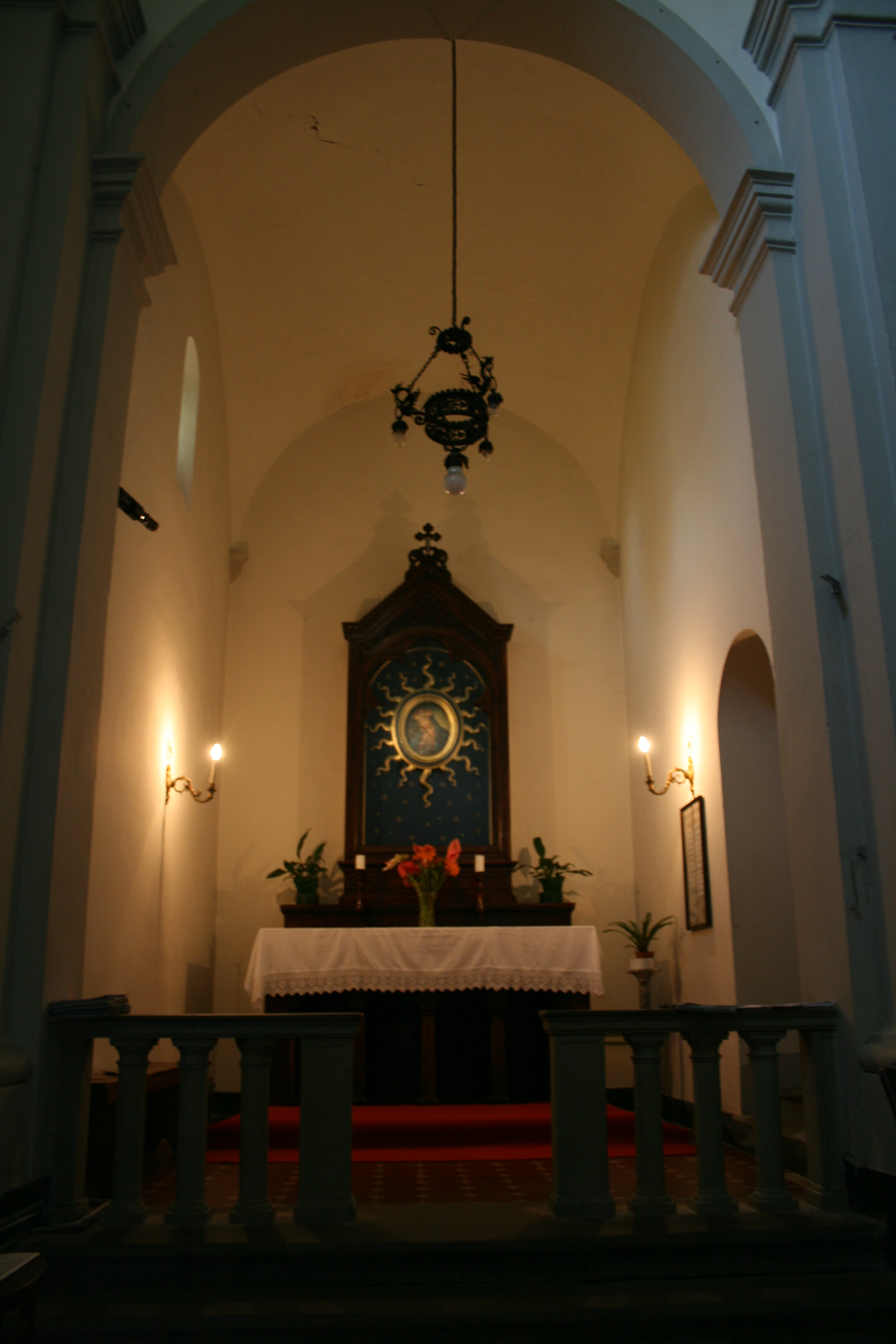
La cappella dell' Addolorata

Scriveva nel 1869 l'abate e professore nonché presidente della congregazione dell'Addolorata Pietro Cilembrini: «fino dall'anno 1799, epoca nella quale infierì una epidemia nella Terra di Montevarchi, alcune pie persone devote di Maria SS. Addolorata ... divisarono di istituire, come infatti istituirono, coi debiti permessi, nella Chiesa dei RR. PP Cappuccini, una Pia Società, la quale ogni anno nella terza Domenica di Settembre celebrasse la Festa di Maria SS. Addolorata e si riunisse insieme colla Famiglia Religiosa ad una modesta refezione».
Un'istituzione davvero provvidenziale visto che pochi anni dopo, nel 1810, le autorità francesi che occupavano la Toscana ordinarono la soppressione del convento. Allora i componenti della congrega, temendo che l'istituto e soprattutto la chiesa potessero venire saccheggiati o finire nelle mani sbagliate, chiesero ed ottennero dal governo napoleonico l'affitto per dieci anni dell'intera proprietà per una somma a forfait. Poi nel 1815, dopo la restaurazione dei Lorena sul trono toscano, il convento venne ripristinato e i soci dell'Addolorata cedettero il loro contratto di affitto ai frati che ripresero possesso della struttura.
Ma il 7 luglio 1866, con la legge di "Eversione dell'asse ecclesiastico", il convento venne nuovamente soppresso e tutti i beni vennero incamerati dal Demanio esclusi i libri della biblioteca che passarono all'Accademia Valdarnese del Poggio. Dunque i fratelli dell'Addolorata dovettero di nuovo mettere mano al portafoglio per riscattarlo e  per questo furono anche costretti ad optare per un aumento dei congregati e quindi del capitale. Fu Giovanni Turini di Levanella che, a nome della congregazione, il 2 luglio 1872 prese in affitto dal Demanio il convento affidandolo poi in custodia al rettore Luigi da Colonnata. L'anno successivo toccò però ai frati pagare l'affitto che suonò un po' come una beffa dato che nel 1874, scaduto il canone, il demanio mise all'asta pubblica in Arezzo tutta la proprietà e i frati dovettero ricomprarla dal suo legittimo acquirente.

### Il Collegio Serafico

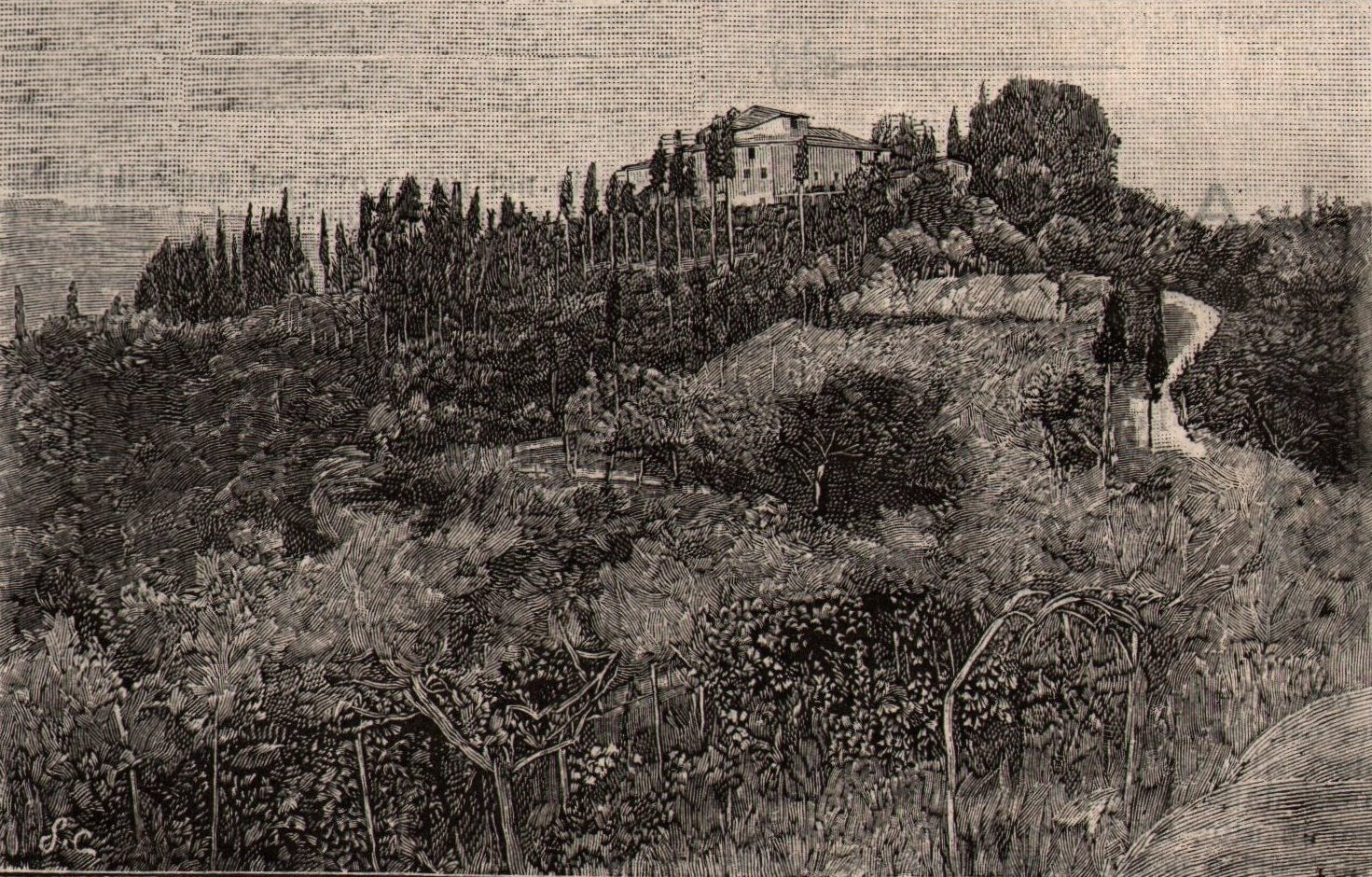
I Cappuccini in una stampa di fine '800

Nel 1873 venne istituito nel convento un "Collegio Serafico" ovvero un pre-seminario per i novizi dell'ordine che ancora dovevano compiere gli studi superiori. La scuola fu affidata a Paolo da Seravezza,che nel 1875 fu anche scelto come presidente del capitolo montevarchino. Sotto la sua direzione la struttura venne ulteriormente ingrandita e aumentato il numero delle celle, poi nel 1883 si costruì una nuova cisterna e nel 1890 fu aggiunta una nuova ala al fabbricato.
Il convento venne rimaneggiato ancora nel 1897 per accogliere i novizi del Collegio Secondario di Monte Acuto, che era in via di soppressione. Furono ricavate subito altre 12 celle ma nel 1900 divenne necessario anche l'ingrandimento del refettorio e nel 1901 della cucina. Quando tutto fu pronto il convento poteva ospitare 45 persone, di cui 32 alunni delle tre prime classi ginnasiali.
Infine nel 1918 il Collegio fu elevato al grado di "Professorio superiore" con l'apertura della Quinta Classe Ginnasiale che ovviamente fece aumentare il numero dei novizi nel convento e richiese dunque nuovi aggiustamenti architettonici.

### La croce

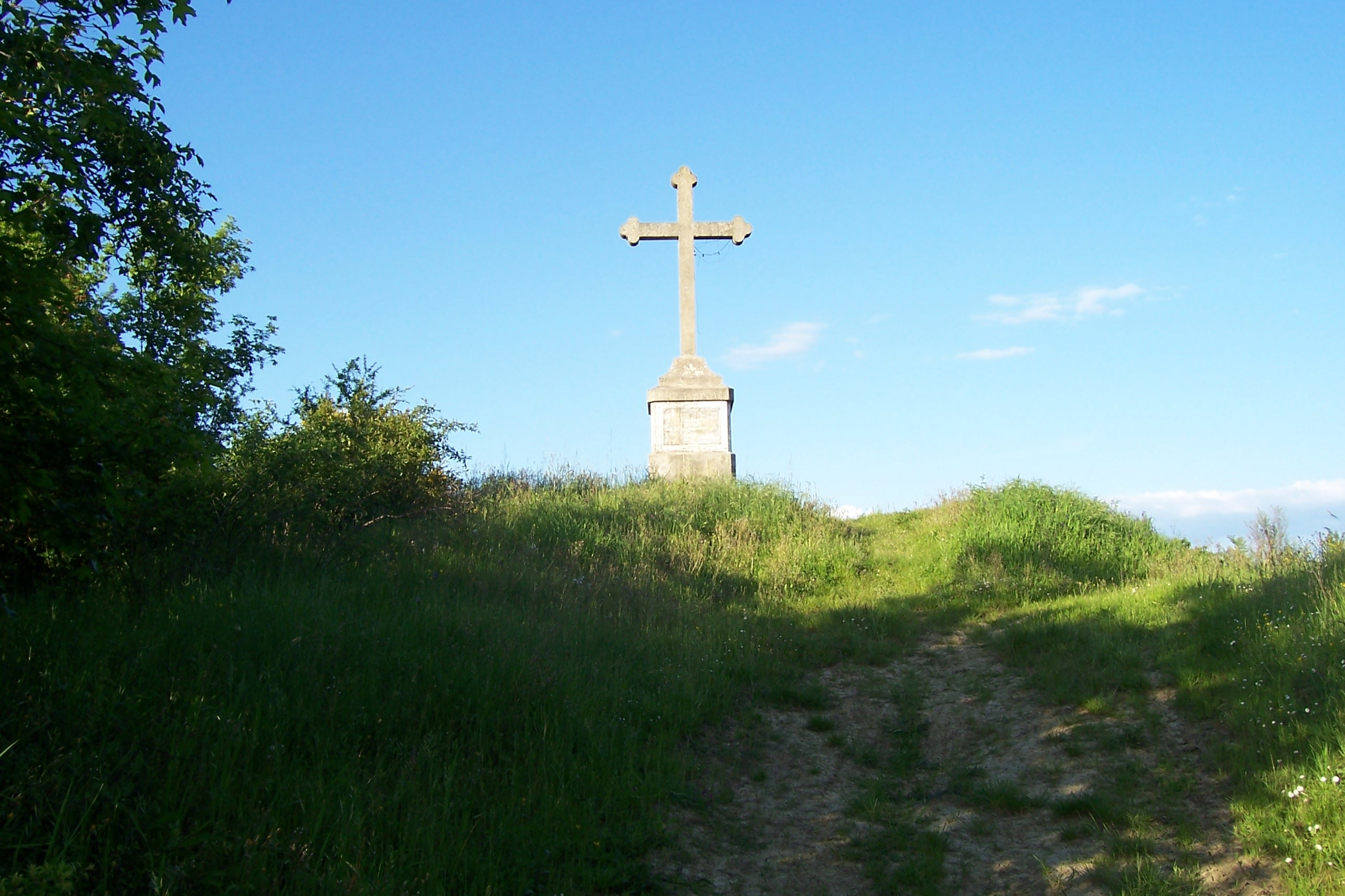
La croce

La cappella di San Felice, nel 1922, cambiò nome e divenne la Cappella dell'Addolorata per iniziativa della congrega omonima. Il dipinto di Jacopo Vignali venne rimosso e vi venne traslata una modesta immagine della Madonna che dal 1799 stava in un piccolo altare alla destra dell'altar maggiore. 
E, nello stesso anno, proprio dalle congregazioni del Terz'Ordine Francescano del Valdarno nacque l'idea di collocare sul vicino colle di Cennano una croce in cemento armato che venne solennemente inaugurata il 10 maggio 1923, nel giorno dell'Ascensione, durante l'annuale processione che la parrocchia di Cennano in Montevarchi usava fare ogni anno alla cappellina di Cennanuzzo.

### Guerra e dopoguerra

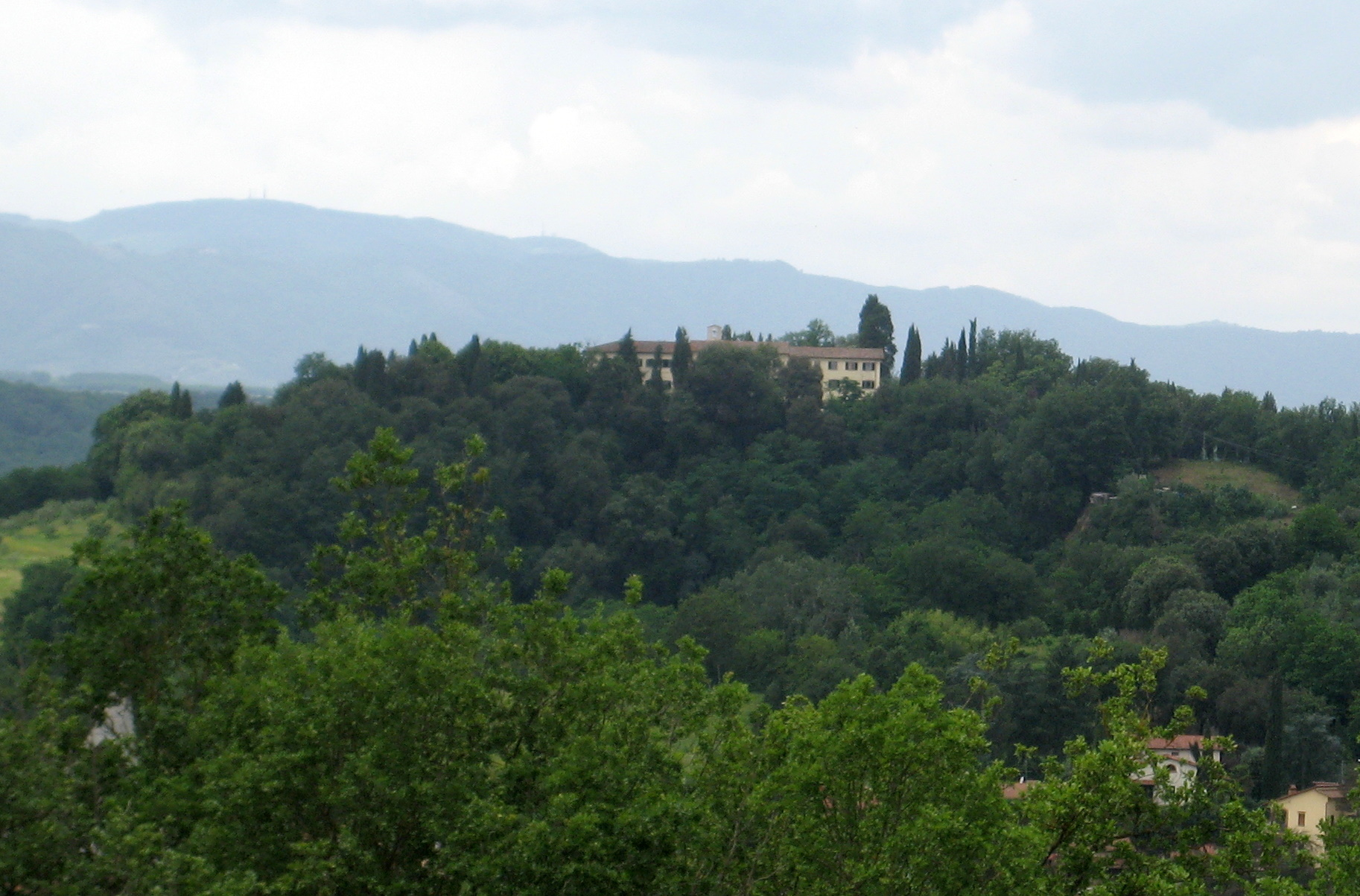
I Cappuccini oggi

Durante il passaggio del fronte da Montevarchi le truppe tedesche pensarono più volte di trasformare il convento in ospedale o addirittura in comando ma i locali e le stanze troppo stretti e il difficile accesso per la strada ripida e tortuosa che saliva dal cimitero li fecero desistere. Si interessarono invece della strategicità del luogo gli inglesi che il 18 luglio 1944 alle ore 12,20 vi si piazzarono in osservazione dell'artiglieria nazista che, nel frattempo, si era arroccata a Ricasoli. I tedeschi presero allora a cannoneggiare il convento ma nei cinque giorni di bombardamenti che seguirono nessun proiettile raggiunse mai l'edificio.
A guerra finita le autorità religiose elevarono il convento di uno scatto gerarchico che prevedeva la sostituzione con un padre guardiano del semplice presidente, mentre qualche anno dopo le autorità civili dettero il via alla costruzione di una nuova strada carreggiabile (inaugurata nel '54) che collegava il convento con il Pestello e che andava a sostituire la vecchia via del cimitero, scomoda e a continuo rischio frane.
I frati, a causa della riduzione numerica dell'Ordine, hanno dovuto abbandonare il convento alla fine degli anni novanta, e ora la struttura è affidata alla comunità Nuovi Orizzonti che vi gestisce una casa di accoglienza.
- Il curioso piccolo corridoio che, sulla sinistra della chiesa, collega direttamente la ex cappella di San Felice alla sacrestia venne aperto nel 1902.
- L'affresco di San Francesco che riceve le stimmate, nel piazzale antistante la chiesa, fu realizzato nel 1908 da Alessandro Andreocci che nel 1910 affrescò anche il cenacolo del refettorio.